# Scienza religiosa

Logo della Chiesa di Scienza Religiosa

La Scienza religiosa (in inglese Religious Science), conosciuta anche come Scienza della mente (Science of Mind), è un movimento spirituale e filosofico fondato a Los Angeles nel 1927 da Ernest Holmes e si situa all'interno del più vasto movimento del New Thought o trascendentalismo americano.
In genere il termine Scienza della mente si riferisce al corpus degli insegnamenti della chiesa, mentre quello di Scienza religiosa definisce l'organizzazione, tuttavia nell'uso comune i fedeli usano spesso i due termini indifferentemente.
La chiesa di Scienza religiosa non va confusa con la Chiesa scientista e con Scientology: è vero che la Scienza religiosa e la Chiesa scientista condividono delle radici in comune, tuttavia i loro insegnamenti non sono i medesimi. In particolare una differenza di base sta nel fatto che i cristiani scientisti credono che le pratiche della medicina ufficiale occidentale non siano conciliabili con la loro filosofia di vita, laddove gli aderenti della Scienza religiosa sostengono che tutte le pratiche di guarigione sono parte del tutto (Dio), quindi i trattamenti basati sul potere della mente e sulla guarigione spirituale possono essere abbinati senza problemi con trattamenti tradizionali. Nessuna delle due ha in ogni caso alcun collegamento con Scientology.

## Storia
Ernest Holmes, il fondatore, inizialmente non aveva pensato all'organizzazione in termini di "chiesa" bensì di istituzione di insegnamento: seguendo questo spirito molte "chiese" aderenti si sono tradizionalmente fatte chiamare "centri". Una fonte di ispirazione per la Scienza religiosa (così come per il movimento del New Thought in generale) è stato il lavoro di ricerca sulla guarigione mentale del dottor Phineas Quimby. Ernest Holmes fu anche fortemente influenzato da Emma Curtis Hopkins e dalle opere di Thomas Troward e di Ralph Waldo Emerson: dalla sua sintesi del pensiero di questi autori ebbe origine il nucleo dottrinale della Scienza religiosa.
Nel 1926 Holmes pubblica il suo libro "The science of mind", largamente basato sugli insegnamenti di Gesù Cristo, e fonda a Los Angeles l'Institute for Religious Science and School of Philosophy, che fu il primo nucleo di quella che sarebbe diventata la Chiesa di Scienza Religiosa.
Bisogna ricordare che Holmes aveva aderito in precedenza a un altro filone del New Thought, la Chiesa di Scienza Divina (Church of Divine Science) di cui fu anche ministro. 
Gli insegnamenti di Scienza religiosa hanno attratto l'interesse di varie celebrità di quel tempo, come Cecil B. DeMille, Peggy Lee e Cary Grant.

## Insegnamenti e pratiche
Gli insegnamenti di Scienza religiosa generalmente incorporano elementi di filosofia idealista e panteista. Uno degli insegnamenti di base è che ogni persona è espressione e parte della Intelligenza Infinita, conosciuta anche come Spirito, Coscienza superiore, o Dio. Dal momento che Dio è presente ovunque e costituisce tutto l'universo i suoi poteri possono essere utilizzati da tutti gli esseri umani. Ernest Holmes scrisse: "Dio non è (...) una persona, ma una presenza universale (...) già presente nella tua anima, già operante tramite la tua coscienza".
Uno dei punti chiave del pensiero di Scienza religiosa è costituito dalla credenza nella legge di causa ed effetto, la quale afferma che ogni azione ha una sua conseguenza, che può essere buona, cattiva o indifferente, sulla scia del detto popolare "Si raccoglie ciò che si è seminato". Differisce però dal concetto induista e buddista di karma, in quanto non coinvolge il concetto di reincarnazione.  
La Legge dell'attrazione, resa molto popolare nel 2006 dal film e dal libro The Secret, è un aspetto della Legge di causa ed effetto. Da quanto finora detto risulta che il concetto di "responsabilità personale" sia un punto molto importante per i fedeli della Scienza religiosa.
La Scienza religiosa crede che le persone possano ottenere una vita più appagante attraverso il "trattamento spirituale della mente", o "preghiera affermativa". La preghiera affermativa, o "affermazioni positive", consiste in una pratica in cui la persona ripete frasi chiave che affermano i suoi desideri e obiettivi come se fossero già presenti nella sua vita e già realizzati. Differisce quindi sostanzialmente dalla preghiera tradizionale in quanto non si rivolge direttamente a un dio né lo fa per chiedere qualcosa, ma mira piuttosto a una riprogrammazione mentale in positivo che rafforza il legame dell'uomo con Dio e permette di raggiungere i propri obiettivi concordemente alla legge di causa ed effetto e al principio per cui i nostri pensieri creano la nostra realtà. Le affermazioni devono essere pronunciate in prima persona, non devono mai contenere negazioni e devono essere al tempo presente (come se quello che si vuole stesse già accadendo). Alcuni fedeli della Scienza religiosa utilizzano anche altre tecniche, ad esempio la visualizzazione creativa.

## Organizzazioni
Oggi le quattro maggiori organizzazioni operanti all'interno della Scienza religiosa sono:
- United Centers for Spiritual Living (UCSL), già United Church of Religious Science
- Religious Science International (RSI)
- Affiliated New Thought Network
- Global Religious Science Ministries (GRSM)